# جيمي هالبرين
جيمي هالبرين (بالإنجليزية: Jimmy Halperin)‏ هو موسيقي أمريكي، ولد في 1958 في كوينز في الولايات المتحدة.

## وصلات خارجية
- جيمي هالبرين على موقع ميوزك برينز (الإنجليزية)
- جيمي هالبرين على موقع ديسكوغز (الإنجليزية)